# Tabernas
Tabernas – gmina w Hiszpanii, w prowincji Almería, w Andaluzji, o powierzchni 280,38 km². W 2011 roku gmina liczyła 3682 mieszkańców.